# Mackintosh/Piccole cose
Mackintosh/Piccole cose è un singolo di Mal,  pubblicato nel 1977.

## Descrizione
Mackintosh, scritto da Romolo Siena su musica di Antonello De Sanctis, Adelmo Musso e lo stesso Mal, è stato la prima sigla finale della trasmissione televisiva Il dirigibile. La canzone parla di uno scozzese fortissimo, vestito con un kilt rosso e blu e la pipa in bocca, chiamato appunto, Mac Kintosh.
Il 45 giri contiene un errore di stampa: il titolo è riportato in maniera differente sul tondino e sulla copertina del 45 giri.
Sul lato B è incisa Piccole cose, brano ispirato al programma.